# Tarkahúsú galambgomba
A tarkahúsú galambgomba (Russula decolorans) az Agaricomycetes osztályának galambgomba-alkatúak (Russulales) rendjébe, ezen belül a galambgombafélék (Russulaceae) családjába tartozó, Eurázsiában, Észak-Afrikában és Észak-Amerikában elterjedt, fenyvesekben élő, ehető gombafaj.

## Elterjedése és termőhelye
Eurázsiában, Észak-Afrikában és Észak-Amerikában honos. Magyarországon ritka. 
Savanyú talajú fenyvesekben, tőzeglápokon él luc vagy kéttűs fenyők, ritkán nyír alatt. Júliustól októberig terem.  

## Megjelenése
A tarkahúsú galambgomba kalapja 4-10 cm széles, eleinte félgömb alakú, majd domborúan, végül laposan kiterülő, a közepe bemélyedhet. Széle sokáig aláhajló, idősen kissé bordás. Felszíne sima, fiatalon vagy nedves időben síkos. Színe sárgásnarancs vagy narancsvörös, öregen sárgásra kifakulhat. A kukacrágások helyén és a kalap peremén hamuszürkére színeződik. A kalapbőr nem húzható le könnyen.
Húsa kemény, vastag; színe fehéres, sérülésre megvágva kissé vörösödik, majd szürkül-feketedik. Íze és szaga nem jellegzetes, a lemezek kissé csípősek lehetnek.  
Közepesen sűrű, vastag lemezei tönkhöz nőttek vagy éppen csak lefutók; féllemez nincs, de a lemezek villásan elágazhatnak. Színük eleinte fehér vagy krémszínű, idősen sárgásak; sérülésre, nyomásra szürkülnek.
Tönkje 4-10 cm magas és 1-3 cm vastag. Alakja vaskos, hengeres. Színe fehér, felszíne hosszában ráncolt. Idősen erősen szürkül.
Spórapora halványsárga. Spórája elliptikus, izoláltan tüskés, kissé hálózatos, mérete 9-12 x 7-9 µm. 

### Hasonló fajok
A krómsárga galambgomba vagy a gyászos galambgomba hasonlíthat hozzá.  

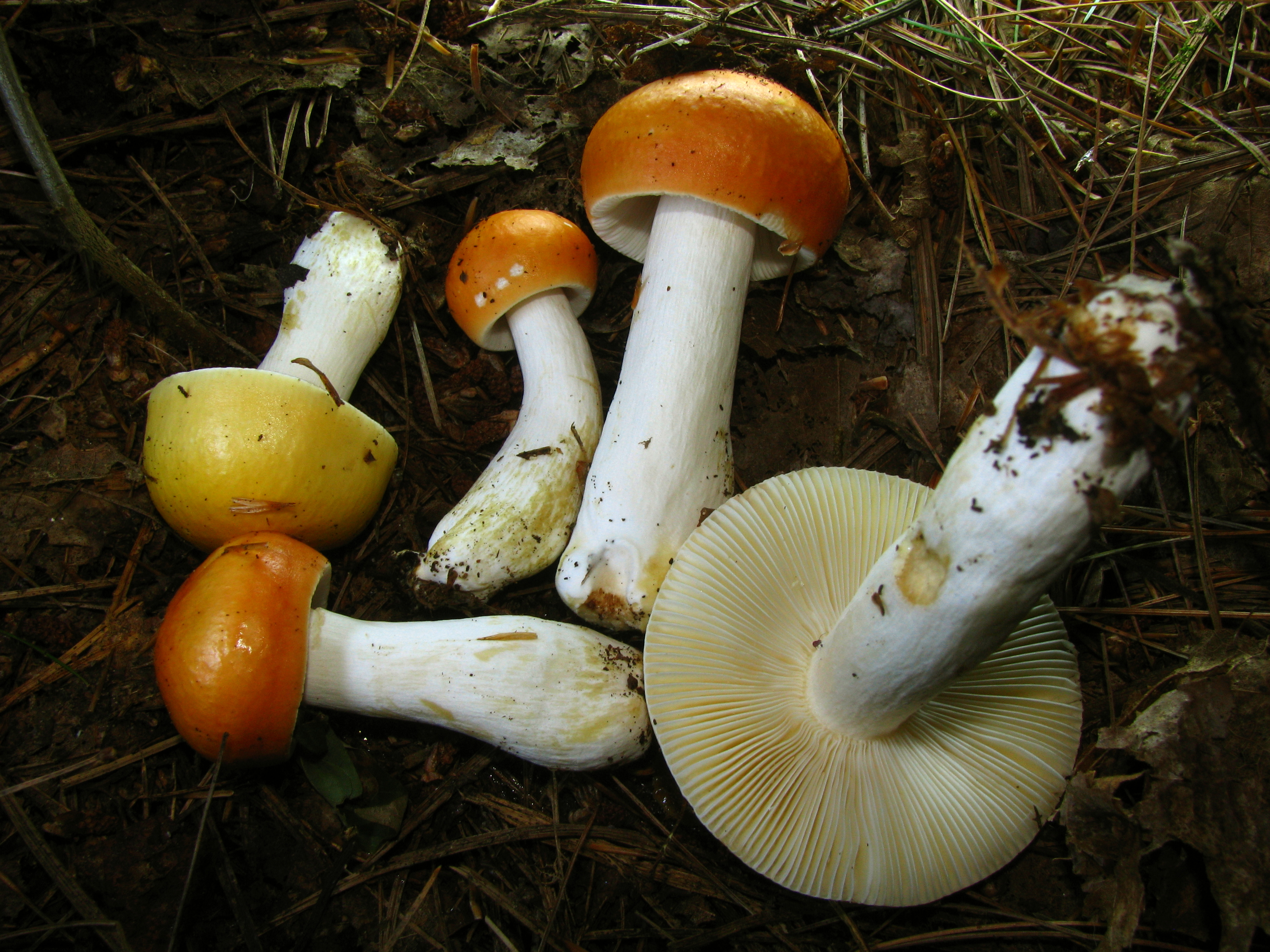
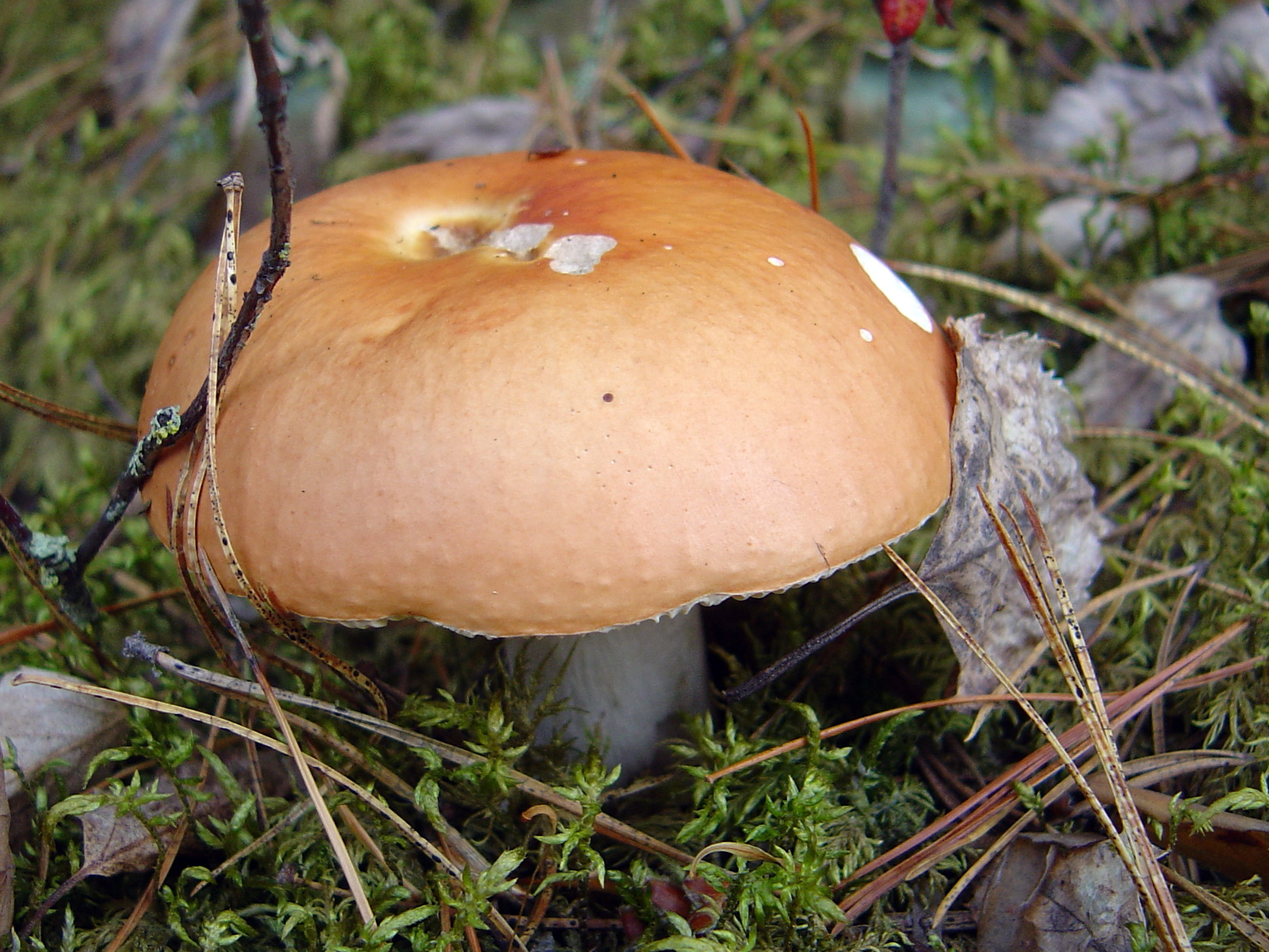
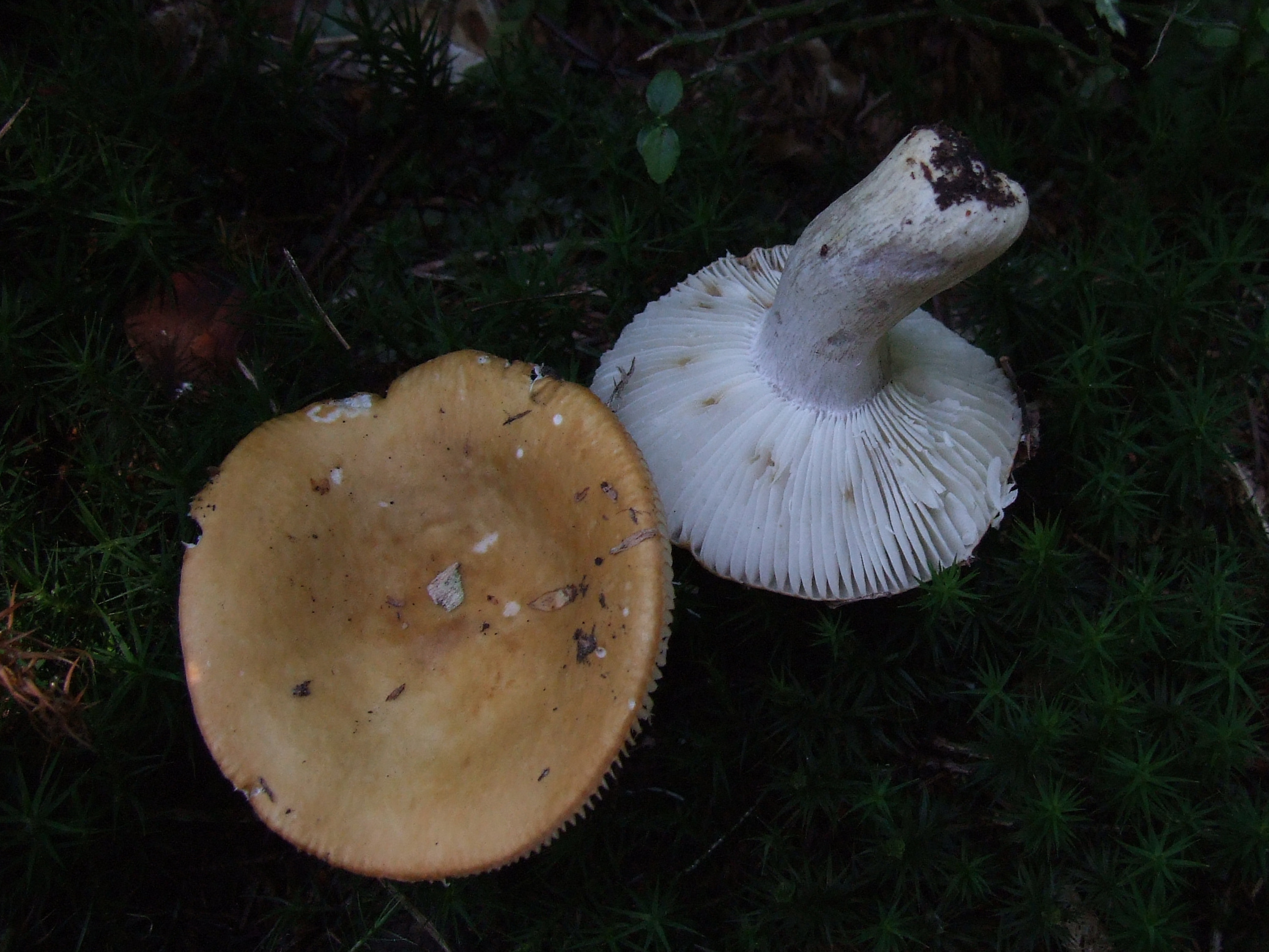
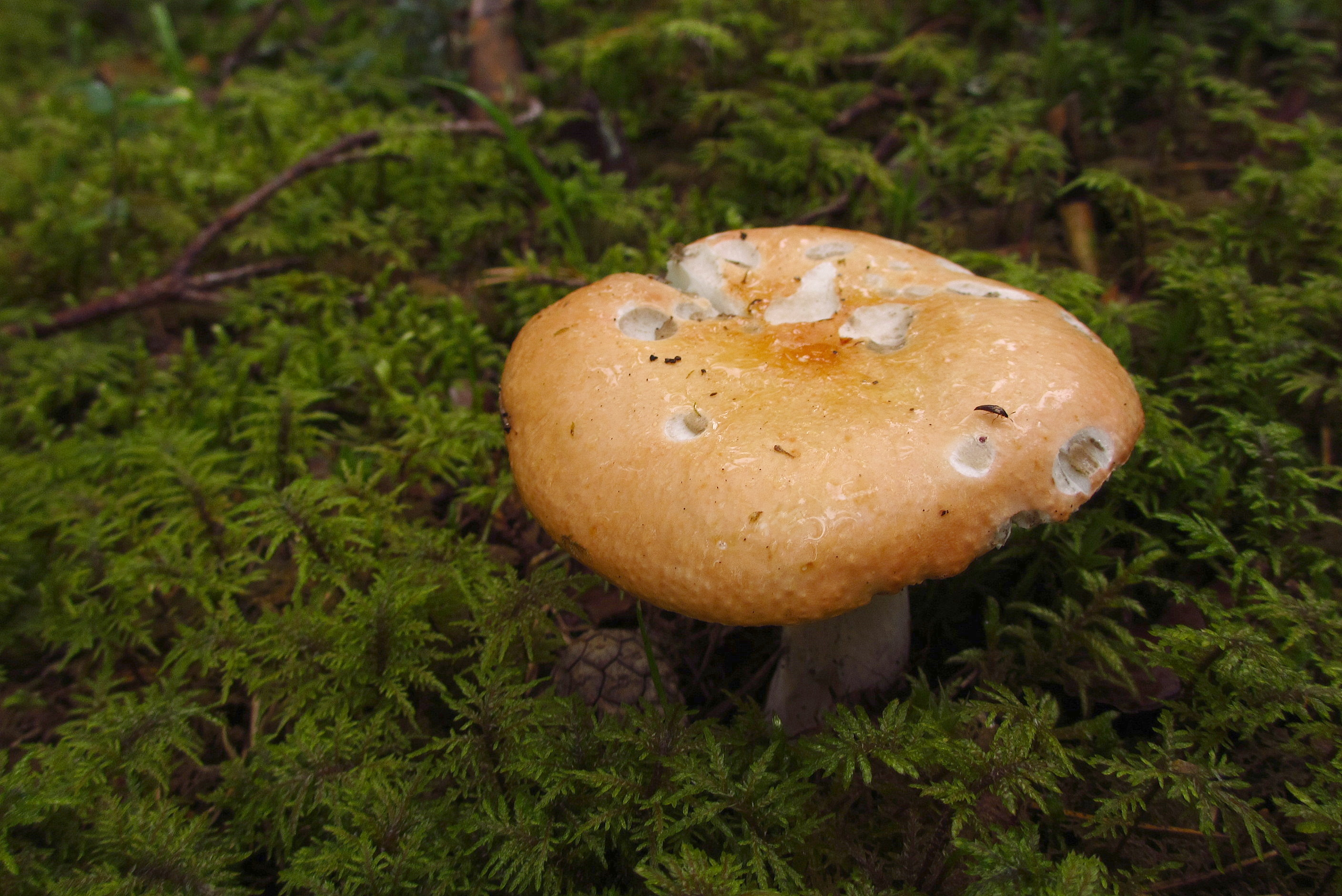
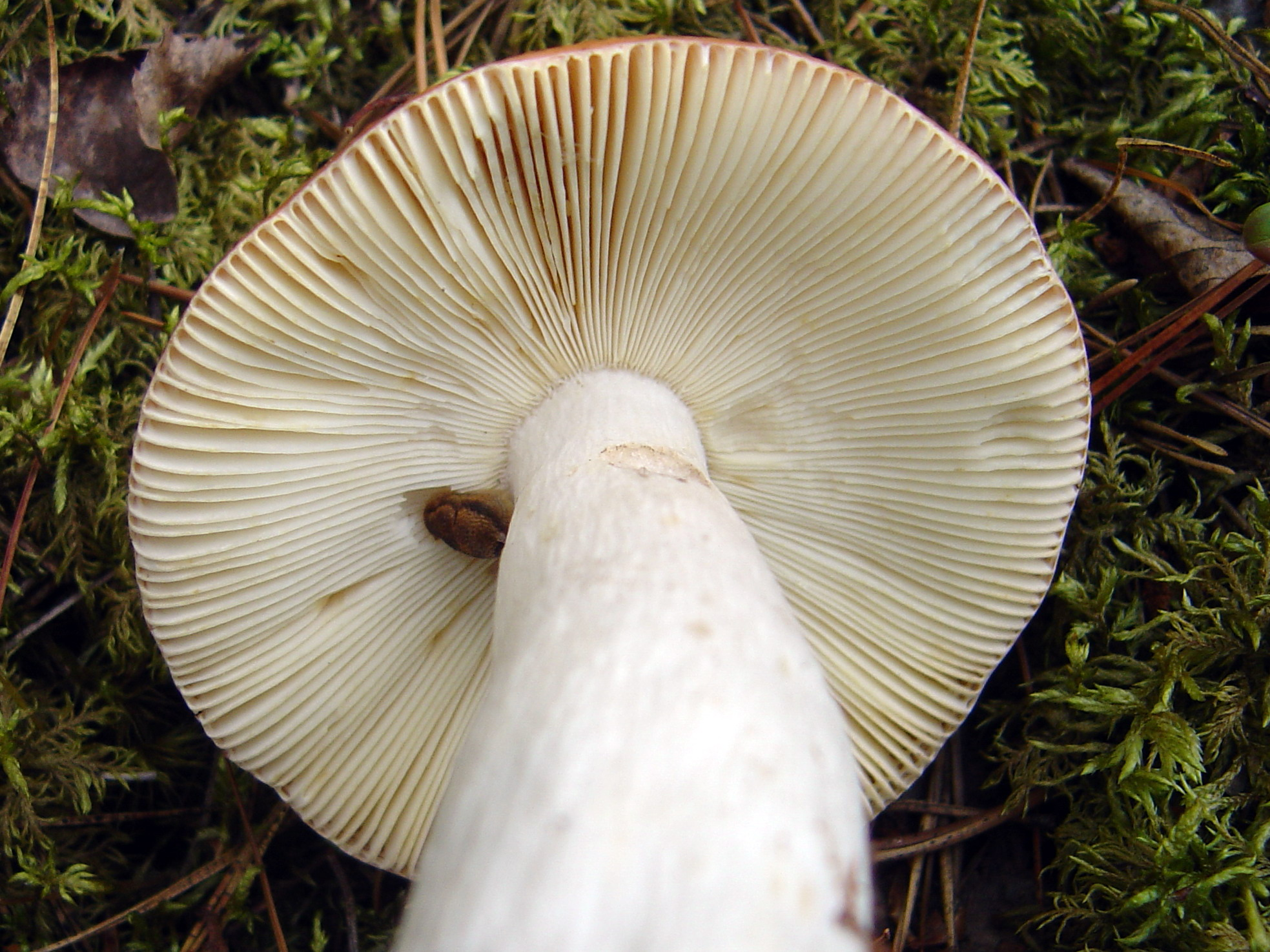

Ehető.